# سلطان خليفة
سلطان خليفة (1969  -  ) رياضي من الإمارات العربية المتحدة. نافس في حدثين في دورة الألعاب الأولمبية الصيفية لعام 1988.

## روابط خارجية
- سلطان خليفة على موقع أوليمبيديا (الإنجليزية)